# ماري لافوغيه
ماري لافوغيه (بالفرنسية: Marie Laforêt)‏ (ولدت مايتينا ماري بريجيت دوميناخ ، 05 أكتوبر 1939 - 02 نوفمبر 2019) مغنية وممثلة فرنسية، معروفة بشكل خاص بعملها خلال الستينيات والسبعينيات. في عام 1978 ، انتقلت إلى جنيف، سويسرا وحصلت على الجنسية السويسرية.

## نشأتها
ولدت ماري لافوريت في 5 أكتوبر 1939 في سولاك سور مير، في منطقة ميدوك في فرنسا، لوالديها جان دوميناك وماري لويز (نيي سانت جيلي). تنحدر عائلة والدها من قرية أوليت، كان والد لافوريت أسير حرب في ألمانيا حتى نهاية الحرب. عانت لافوريت في الثالثة من عمرها من صدمة جنسية أثرت عليها لفترة طويلة. خلال الحرب وجدت عائلة دوماناخ مأوى في كاهور ولافيلانيت. انتقلت العائلة بعد الحرب إلى فالنسيان حيث ادار والدها مصنعًا لأدوات السكك الحديدية. وفي وقت لاحق استقروا في باريس. بعد أن أصبحت أكثر تدينًا وفكرت في أن تصبح راهبة، واصلت لافوريت دراستها الثانوية في ليسيه لافونتين وكور ريموند رولو في باريس. هناك بدأت تظهر اهتمامًا بالفنون الدرامية وأثبتت تجاربها الأولى في هذا المجال أنها مفيدة علاجيًا لها من خلال تأثيرها الشافي.

## روابط خارجية
- ماري لافوغيه على موقع IMDb (الإنجليزية)
- ماري لافوغيه على موقع ألو سيني (الفرنسية)
- ماري لافوغيه على موقع ميوزك برينز (الإنجليزية)
- ماري لافوغيه على موقع أول موفي (الإنجليزية)
- ماري لافوغيه على موقع قاعدة بيانات الأفلام السويدية (السويدية)
- ماري لافوغيه على موقع أول ميوزيك (الإنجليزية)
- ماري لافوغيه على موقع ديسكوغز (الإنجليزية)
- ماري لافوغيه على موقع قاعدة بيانات الفيلم (الإنجليزية)
- ماري لافوغيه على موقع كينوبويسك (الروسية)